# Karol Działoszyński
Karol Działoszyński (ur. 13 lipca 1956 w Poznaniu) – polski przedsiębiorca i polityk, poseł na Sejm II i III kadencji. Syn Lecha Działoszyńskiego.

## Życiorys
Ukończył w 1981 studia na Wydziale Turystyki i Rekreacji Akademii Wychowania Fizycznego w Poznaniu.
Prowadził specjalistyczne gospodarstwo rolne, w 1990 założył Biuro Handlu Zagranicznego Inter-Consult, które zajęło się dystrybucją oraz produkcją produkcja sprzętu telekomunikacyjnego. Po przekształceniu przedsiębiorstwa w spółkę akcyjną pozostał jej większościowym akcjonariuszem oraz członkiem rady nadzorczej.
Był posłem II kadencji z ramienia Unii Demokratycznej oraz III kadencji z ramienia Unii Wolności z okręgu poznańskiego. W 2001 powrócił do działalności biznesowej i społecznej. Politycznie związany później z Platformą Obywatelską.

## Odznaczenia
W 2015 odznaczony Krzyżem Kawalerskim Orderu Odrodzenia Polski.